# Maryland, My Maryland
Maryland, My Maryland (« Maryland, mon Maryland », en anglais) est l'hymne officiel du Maryland, un État du Nord-Est des États-Unis.
Ses paroles sont celles d'un poème en neuf strophes de huit vers, composé par James Ryder Randall à Pointe Coupée, en Louisiane, et daté du 26 avril 1861.
La chanson est construite sur l'air de O Tannenbaum,.
Alors que le texte fut écrit en 1861, ce n'est pas avant le 29 avril 1939 que le législatif du Maryland adopta Maryland, My Maryland en tant qu'hymne de l'État.
Le texte fait référence à l'histoire du Maryland et à sa géographie. Il rappelle diverses figures historiques de l'État. Il a été qualifié de « poème le plus martial » des États-Unis.
En 1962, Edmund Wilson (1895-1972) a utilisé l'expression patriotic gore (qui fait référence à l'émeute de Baltimore de 1861) de la chanson comme titre de son livre sur la littérature de la guerre de Sécession.

## Paroles
| I The despot's heel is on thy shore, Maryland! My Maryland! His torch is at thy temple door, Maryland!My Maryland! Avenge the patriotic gore That flecked the streets of Baltimore, And be the battle queen of yore, Maryland! My Maryland! II Hark to an exiled son's appeal, Maryland! My mother State! to thee I kneel, Maryland! For life and death, for woe and weal, Thy peerless chivalry reveal, And gird they beauteous limbs with steel, Maryland! My Maryland! III Thou wilt not cower in the dust, Maryland! Thy beaming sword shall never rust, Maryland! Remember Carroll's sacred trust, Remember Howard's warlike thrust,- And all thy slumberers with the just, Maryland! My Maryland! IV Come! 'tis the red dawn of the day, Maryland! Come with thy panoplied array, Maryland! With Ringgold's spirit for the fray, With Watson's blood at Monterey, With fearless Lowe and dashing May, Maryland! My Maryland! V Come! for thy shield is bright and strong, Maryland! Come! for thy dalliance does thee wrong, Maryland! Come to thine own anointed throng, Stalking with Liberty along, And chaunt thy dauntless slogan song, Maryland! My Maryland! VI Dear Mother! burst the tyrant's chain, Maryland! Virginia should not call in vain, Maryland! She meets her sisters on the plain- « Sic semper! » 'tis the proud refrain That baffles minions back amain, Maryland! Arise in majesty again, Maryland! My Maryland! VII I see the blush upon thy cheek, Maryland! For thou wast ever bravely meek, Maryland! But lo! there surges forth a shriek, From hill to hill, from creek to creek- Potomac calls to Chesapeake, Maryland! My Maryland! VIII Thou wilt not yield the Vandal toll, Maryland! Thou wilt not crook to his control, Maryland! Better the fire upon thee roll, Better the blade, the shot, the bowl, Than crucifixion of the soul, Maryland! My Maryland! IX I hear the distant thunder-hum, Maryland! The Old Line's bugle, fife, and drum, Maryland! She is not dead, nor deaf, nor dumb- Huzza! she spurns the Northern scum! She breathes! she burns! she'll come! she'll come! Maryland! My Maryland! |  | I (traduction) Le talon du despote est sur tes côtes, Maryland! Sa torche est à la porte de ton temple, Maryland! Venge l'horreur patriotique Qui ensanglanta les rues de Baltimore, Et sois la Reine du combat d'antan, Maryland! Mon Maryland! II Prête l'oreille à ton fils exilé, Maryland! Ma patrie! devant laquelle je m'agenouille, Maryland! À la vie, à la mort, dans le bonheur ou la peine, Ta chevalerie hors pair révèle Et ceint tes sublimes membres d'acier, Maryland! Mon Maryland! III Ne t'effondre pas dans la poussière, Maryland! Ta brillante épée ne rouillera jamais, Maryland! Souviens-toi de la confiance sacrée de Carroll, Souviens-toi de la fièvre guerrière de Howard,- Et de tous ceux des tiens qui reposent avec les justes, Maryland! Mon Maryland! IV Viens! c'est l'aube rougissante du jour, Maryland! Viens avec ta grande armure, Maryland! Avec l'esprit de Ringgold pour le combat, Avec le sang de Watson à Monterey, Avec l'intrépide Lowe et le fringant May, Maryland! My Maryland! V Viens! que ton bouclier soit fort et brillant, Maryland! Viens! que ta tendresse ne nous trompe, Maryland! Viens à ton peuple sacré, Marcher, digne et libre, Et entonne ton chant intrépide, Maryland! My Maryland! VI Chère Mère! brise les chaînes du tyran, Maryland! La Virginie n'appellera pas en vain, Maryland! Elle rencontre ses sœurs sur la plaine- « Sic semper! » ce fier refrain Qui confond le retour des laquais, Maryland! Apparais à nouveau majestueux, Maryland! Mon Maryland! … |